# Кинадер, Макс
Макс Зигмунд Кинадер (англ. Max Sigmund Cynader; род. 24 февраля 1947, Берлин, Германия) — канадский офтальмолог и нейробиолог. В настоящее время руководит канадской заведующей кафедрой в области развития мозга.
Родился в Берлине, в лагере для перемещённых лиц, сын польских евреев, которые покинули Польшу незадолго до немецкого вторжения. В 1951 году Кинадер эмигрировал в Канаду. Кинадер получил степень бакалавра в университете Макгилла в 1967 году, в 1972 году степень кандидата наук от Массачусетского технологического университета (MIT). Прошёл обучение в институте Макса Планка в Германии, позднее — преподавал в отделах психологии и физиологии в университете Дальхаузи. В 1988 году стал главой исследовательской группы офтальмологии в университете Британской Колумбии.

## Награды
- 1987 — научный сотрудник Королевского общества Канады
- 2007 — Орден Британской Колумбии[англ.][5].
- 2008 — Офицер Ордена Канады[6].
- 2012 — Медаль Бриллиантового юбилея королевы Елизаветы II[7].
- 2014 — Включён в Зал славы канадской медицины[англ.][8].